# Sospensione (diritto canonico cattolico)
Nel diritto canonico cattolico, la sospensione è una sanzione penale che riguarda solo i chierici. Appartiene alla categoria della censura, o delle pene "medicinali", perché mirano soprattutto all'emendamento del colpevole.
La sospensione a divinis è una sanzione prevista dal canone 1333 del codice di diritto canonico della Chiesa cattolica (edizione del 1983). La locuzione latina a divinis significa dai [ministeri] divini.

## Natura e applicazione
La sospensione appartiene alla categoria delle pene medicinali o censure (canone 1312), che comprende anche la scomunica e l'interdetto. Le pene medicinali sono volte a che il reo cessi la contumacia (cioè si penta del delitto e dia congrua riparazione dei danni e dello scandalo che ha causato, o almeno prometta di farlo).
La sospensione può essere applicata solo ai chierici, cioè ai membri dei tre gradi dell'ordine sacro (diaconi, presbiteri, vescovi), e vieta tutti o alcuni atti della potestà di ordine, tutti o alcuni atti della potestà di governo, l'esercizio di tutti o alcuni diritti o funzioni inerenti all'ufficio, oppure l'insieme di tali atti, diritti o funzioni.
Rispetto al loro insieme o a ciascuno di essi, la sospensione può essere totale o parziale. Può essere applicata sia ferendae sententiae sia latae sententiae (dichiarata, o non dichiarata), cioè «applicata al reo per il fatto stesso d'aver commesso il delitto» (canone 1314).
Al sacerdote sospeso può, per esempio, essere vietato di amministrare i sacramenti, anche solo in pubblico: il che può includere la celebrazione della messa e della confessione. Il divieto è sospeso «per provvedere a fedeli che si trovano in pericolo di morte» e, solo per la sospensione latae sententiae non dichiarata, tutte le volte che un fedele chieda legittimamente un sacramento o un sacramentale (canone 1335).
La sospensione è esplicitamente applicata al chierico che:
- usa violenza fisica contro un vescovo (can. 1370) (latae sententiae)
- non elevato all'ordine sacerdotale, attenta l'azione liturgica del sacrificio eucaristico (can. 1378) (latae sententiae)
- non potendo dare validamente l'assoluzione sacramentale, tenta d'impartirla, oppure ascolta la confessione (canone 1378)
- celebra o riceve un sacramento per simonia (can. 1380)
- ha ricevuto l'ordinazione da un vescovo, di cui non sia suddito, senza le legittime lettere dimissorie (canone 1383) (latae sententiae)
- nell'atto, o in occasione, o con il pretesto della confessione sacramentale, sollecita il penitente al peccato contro il sesto comandamento (can. 1387)
- falsamente denuncia al superiore ecclesiastico un confessore per il delitto precedente (can. 1390) (latae sententiae)
- attenta al matrimonio anche solo civilmente (can. 1394) (latae sententiae)
- conviva more uxorio (concubinato) o permanga scandalosamente in un altro peccato esterno[non chiaro] contro il sesto comandamento (can. 1395).

Inoltre è applicata ai sacerdoti che accedono a cariche politiche (pur essendo loro vietato): alla cessazione dalla carica la sospensione viene, di norma, revocata.

## Alcune sospensioni celebri
- Nel 1861 padre Giacomo Marocco da Poirino fu sospeso a divinis per aver impartito l'assoluzione a Camillo Benso di Cavour e avergli somministrato la comunione e l'estrema unzione, nonostante la scomunica che gravava su di lui.
- Nel 1907 Romolo Murri fu sospeso a divinis da papa Pio X per aver teorizzato la separazione fra Chiesa e Stato e successivamente scomunicato nel 1909. Fu reintegrato nel 1943 da papa Pio XII.
- L'arcivescovo di Milano Giovanni Colombo comminò a don Luigi Maria Verzé «la proibizione di esercitare il Sacro ministero» il 26 agosto 1964[1]. La misura fu successivamente revocata.[2]
- Dom Giovanni Franzoni, abate ordinario di San Paolo fuori le Mura, per le decise dichiarazioni dottrinali e politiche, venne invitato a dimettersi dalla propria carica nel 1973, poi sospeso a divinis l'anno successivo e infine dimesso dallo stato clericale nel 1976.
- Nel 1976 papa Paolo VI sospese a divinis il vescovo Marcel Lefebvre, per essersi rifiutato di applicare alcune disposizioni del Concilio Vaticano II. In seguito Lefebvre ordinò illecitamente quattro vescovi e per questo ricevette la scomunica.[3][4]
- Don Olindo Del Donno fu sospeso a divinis nel 1976 dall'arcivescovo di Bari Anastasio Alberto Ballestrero, perché deputato alla Camera eletto nell'MSI. Al termine del mandato parlamentare nel 1992, la sospensione fu rimessa dall'arcivescovo di Bari-Bitonto Andrea Mariano Magrassi.[5]
- Nel 1985 il cardinale Giuseppe Siri sospese don Gianni Baget Bozzo, che l'anno precedente era stato eletto europarlamentare per il Partito Socialista Italiano. La sospensione fu rimessa nel 1994 al termine del suo secondo mandato parlamentare.
- Nel 1989 padre Eugenio Melandri S.X. fu sospeso a divinis dall'arcivescovo di Bologna Giacomo Biffi per essere stato eletto al Parlamento Europeo nella lista di Democrazia Proletaria.[6] La sospensione fu rimessa nel 2019 dall'arcivescovo Matteo Maria Zuppi, ma padre Melandri morì un mese dopo il reintegro nelle sue funzioni.[7]
- Don Franco Barbero nel 2003, fu sospeso a divinis e dimesso dallo stato clericale da Giovanni Paolo II a causa del suo approccio con la LGBT.[8]
- Fernando Lugo, vescovo, nonostante avesse chiesto il 18 dicembre 2006 la dimissione dallo stato clericale[9][10] fu sospeso dal Prefetto della Congregazione per i vescovi cardinale Giovanni Battista Re con un decreto firmato il 20 gennaio 2007[11] in conseguenza della sua candidatura alle elezioni presidenziali[12]. Eletto nell'aprile 2008 presidente del Paraguay, ottenne il 31 luglio 2008 la dimissione dallo stato clericale.[13][14]
- Xavier Novell Gomá, vescovo emerito di Solsona, fu sospeso a divinis latae sententiae nel 2021 per essersi sposato con rito civile con una sessuologa autrice di romanzi erotici.[15]

- Don Enrico Bernasconi, dell'arcidiocesi di Foggia-Bovino, fu scomunicato nel 2020 per aver sostenuto che l'elezione di papa Francesco sia canonicamente invalida[16]; fu dimesso dallo stato clericale nel maggio 2024 da papa Francesco.